# Francisco Flores (calciatore 1988)
Francisco Roberto Flores Zapata (Liberia, 2 aprile 1988) è un calciatore costaricano naturalizzato nicaraguense, difensore del Diriangén e della nazionale nicaraguense.